# Карагеоргиев шницель
Карагеоргиев шницель (серб. Карађорђева шницла) — сербское блюдо, названное по имени сербского принца Карагеоргия. Это рулет из телятины или свинины, начинённый каймаком, запанированный и запечённый (или зажареный). Подаётся с жареным картофелем и соусом тартар.
Блюдо иногда называют в шутку «девичий сон» (девојачки сан/devojački san) из-за его фаллической формы.
Это блюдо создано в 1959 году поваром Мича Стояновичем, который должен был приготовить котлеты по-киевски для ожидавшегося гостя из СССР, но из-за отсутствия куриного мяса был вынужден приготовить блюдо из телятины. Однако, не удовлетворившись результатом, он полил шницель соусом тартар и украсил ломтиками лимона и томата в виде ордена Звезды Карагеоргия, из-за чего он и получил своё название.